# Dischidia livida
Dischidia livida är en oleanderväxtart som beskrevs av Adolph Daniel Edward Elmer. Dischidia livida ingår i släktet Dischidia och familjen oleanderväxter. Inga underarter finns listade i Catalogue of Life.